# Dominique Thorne
Dominique Thorne (Nova Iorque, 5 de novembro de 1997) é uma atriz estadunidense. Ela começou sua carreira com aparições nos filmes If Beale Street Could Talk (2018) e Judas and the Black Messiah (2021). Em 2022, ela começou a interpretar Riri Williams / Coração de Ferro no filme Black Panther: Wakanda Forever (2022) do Universo Cinematográfico Marvel. Em 2024, ela estrelou o filme Freaky Tales, de Anna Boden e Ryan Fleck. Ela reprisará seu papel como Riri Williams / Coração de Ferro na minissérie do Disney+, Ironheart (2025).

## Biografia
Dominique Thorne nasceu em 5 de novembro de 1997, em Nova York, filha de imigrantes de Trinidad. Ela tem dois irmãos.
Thorne frequentou a Professional Performing Arts School em Manhattan (PPAS), onde estudou teatro dramático formalmente. Durante seu último ano do ensino médio, ela ganhou o prêmio Young Arts de 2015 em Teatro Falado, bem como o U.S. Presidential Scholar in the Arts, que é concedido anualmente pela Casa Branca. Depois de se candidatar a diversas universidades para programas acadêmicos e de arte, Thorne escolheu estudar na Universidade Cornell, onde foi iniciada no capítulo Mu Gamma da irmandade Delta Sigma Theta na primavera de 2018. No ano seguinte, ela recebeu seu diploma de bacharel em Desenvolvimento Humano com especialização em Estudos de Desigualdade. Antes de se formar em maio de 2019, ela se tornou membro da sociedade secreta de honras sênior Sphinx Head. Desde 2020, ela e sua família moram em Atlanta.

## Carreira
Em 2018 Thorne fez sua estreia no cinema como Shelia Hunt, a irmã mais nova mal-humorada do personagem principal Fonny Hunt, no filme If Beale Street Could Talk, que foi baseado no romance de mesmo nome de James Baldwin. Em 2021, ela interpretou Judy Harmon, membro dos Panteras Negras, no filme Judas and the Black Messiah.
Em 2016, ela fez um teste com a Marvel Studios para o papel de Shuri no filme Black Panther, de 2018, do Universo Cinematográfico Marvel. Sua audição envolveu testes de tela com Chadwick Boseman. O papel acabou ficando com Letitia Wright.
Em 2020, ela foi escalada como Riri Williams na futura série de televisão para o Disney+, Ironheart. Por causa de seus testes anteriores com a Marvel Studios, ela foi escalada para esse papel sem nenhuma audição adicional. Ela fez sua estreia como Riri no longa-metragem Black Panther: Wakanda Forever em 2022. O produtor Nate Moore disse que quando a Marvel Studios estava escalando Riri Williams, Dominique foi sua "primeira e única escolha".

## Filmografia

### Cinema
| Ano  | Título                         | Personagem                       | Notas |
| ---- | ------------------------------ | -------------------------------- | ----- |
| 2018 | If Beale Street Could Talk     | Shelia Hunt                      |       |
| 2021 | Judas and the Black Messiah    | Judy Harmon                      |       |
| 2022 | Black Panther: Wakanda Forever | Riri Williams / Coração de Ferro |       |
| 2024 | Freaky Tales                   | Barbie                           |       |

### Televisão
| Ano  | Título         | Personagem    | Notas                                                                         |
| ---- | -------------- | ------------- | ----------------------------------------------------------------------------- |
| 2024 | What If...?    | Riri Williams | Voz; 3.ª temporada; Episódio: "What If... the Emergence Destroyed the Earth?" |
| 2025 | Ironheart      | Riri Williams | Pós-produção; minissérie                                                      |
| 2025 | Marvel Zombies | Riri Williams | Voz; em produção                                                              |

## Teatro
| Ano  | Título                       | Personagem | Notas               | Local                      |
| ---- | ---------------------------- | ---------- | ------------------- | -------------------------- |
| 2023 | Jaja's African Hair Braiding | Marie      | Estreia na Broadway | Samuel J. Friedman Theatre |